# Withuisbrug
De Withuisbrug was een metalen draaibrug over het Kanaal Leuven-Dijle (ook wel Leuvense Vaart genoemd) in de wijk Coloma van de stad Mechelen. De brug werd in 1968 afgebroken en vervangen door de Colomabrug, die enkele tientallen meters dichter bij het centrum van Mechelen werd gebouwd, om zo een betere aansluiting te geven op de nieuw aangelegde Europalaan (N227a).
De naam is wellicht afgeleid van de afspanning Het Withuis aan de Tervuerensteenweg, ten zuiden van de vaart. Ook reeds op de Ferraris-kaart uit 1778 staat de vermelding Maison blanche Cabaret.
De brug werd ook wel het Kippenbruggetje genoemd.
Battelbrug · Colomabrug · Fonteinbrug · Heffenbrug · Hoogbrug · Katelijnepoortbrug · Koepoortbrug · Kraanbrug · Minderbroedersbrug · Nekkerspoelbrug · Plaisancebrug · Roostenbergbrug · Van Kesbeeckbrug · Walembrug · Winketbrug · Withuisbrug · Zennegatsluisbrug